# Myrolubiwka (hromada Popilnia)
Myrolubiwka (ukr. Миролюбівка) – wieś na Ukrainie, w obwodzie żytomierskim, w rejonie żytomierskim, w hromadzie Popilnia. W 2001 liczyła 954 mieszkańców.